# David Alaba
David Olatukunbo Alaba (* 24. června 1992, Vídeň, Rakousko) je rakouský fotbalový obránce nebo záložník, který od léta roku 2021 hraje ve španělském klubu Real Madrid. Předtím působil v německém klubu Bayern Mnichov, v jehož řadách vybojoval rekordních 10 mistrovských titulů. Je zároveň reprezentantem Rakouska. V letech 2011, 2012, 2013, 2014, 2015 a 2016 získal v Rakousku ocenění Fotbalista roku, na které navázal znovu v letech 2020 a 2021. V letech 2013 a 2014 získal také ocenění Sportovec roku.
Hrál na více postech, ve středu i na krajích obrany a i zálohy a od jara 2012 se v Bayernu zprvu prosazoval na pozici levého obránce, kam ho zařadil trenér Jupp Heynckes. Alaba proto býval srovnáván s francouzským obráncem Bixentem Lizarazu, který také působil v Bayernu Mnichov.

## Klubová kariéra

### Bayern Mnichov
Poté, co nastupoval za mládežnické výběry do 17 a do 19 let, byl pro sezónu 2009/10 přeřazen k rezervnímu mužstvu. První soutěžní zápas za rezervu odehrál v srpnu 2009 ve třetí nejvyšší ligové soutěži (3. Liga), a to v zápase proti Dynamu Drážďany. Na konci srpna pomohl trenérovi Mehmetu Schollovi k první výhře 3:0 nad Wuppertaler SV jedním gólem a jednou asistencí. V zápase Poháru DFB (DFB-Pokal) 10. února 2010 se posadil na lavičku náhradníků A-mužstva a v 59. minutě si odbyl debut, poté, co vystřídal Christiana Lella. Bayern Mnichov po tomto zápase vyhraném 6:2 postoupil na úkor Greutheru Fürth do semifinále. V odvetném zápase osmifinále Ligy mistrů 9. března proti Fiorentině jej trenér Louis van Gaal postavil do základní sestavy. Bayern venku prohrál 2:3, ale v součtu s domácí výhrou 2:1 díky pravidlu venkovních gólů postoupil. Alaba zlomil jeden rekord bavorského klubu, stal se totiž nejmladším hráčem, který kdy za Bayern v Lize mistrů nastoupil.
V ročníku 2011/12 se probojoval s Bayernem do finále DFB-Pokalu proti Borussii Dortmund, v něm ale Bayern podlehl soupeři 2:5. Alaba hrál do 69. minuty.
5. prosince 2012 v základní skupině F Ligy mistrů 2012/13 pomohl svým gólem k výhře 4:1 nad BATE Borisov. Bayern oplatil běloruskému soupeři prohru 1:3 z prvního vzájemného zápasu ve skupině. 2. dubna 2013 již během první minuty otevíral skóre čtvrtfinálového klání s Juventusem Turín, zápas skončil výhrou Bayernu 2:0. Stejným výsledkem dopadla i odveta v Turíně a německý klub postoupil se skóre 4:0 dál. V prvním zápase semifinále 23. dubna 2013 byl u výhry 4:0 nad Barcelonou, která byla dosud poměrně suverénní. Alaba odehrál stejně jako jeho spoluhráči velmi dobré utkání, Bayern si zajistil výbornou pozici do odvety. V odvetě 1. května svým výkonem na hřišti pomohl k výhře, Bayern zvítězil na Camp Nou 3:0 a suverénním způsobem postoupil do finále. Ve finále 25. května ve Wembley proti Borussii Dortmund nastoupil v základní sestavě, Bayern zvítězil 2:1 a získal nejprestižnější pohár v evropském fotbale.
S klubem slavil v sezóně 2012/13 zisk ligového titulu již 6 kol před koncem soutěže, ve 28. kole německé Bundesligy. Ve finále DFB-Pokalu 1. června 2013 porazil Bayern s Alabou v sestavě VfB Stuttgart 3:2 a získal tak treble (tzn. vyhrál dvě hlavní domácí soutěže plus titul v Lize mistrů resp. PMEZ) jako sedmý evropský klub v historii.
23. října 2013 vstřelil gól v domácím utkání Ligy mistrů 2013/14 Viktorii Plzeň, souboj německého mistra s českým vyzněl jednoznačně pro Bayern 5:0. Po sklepnutí útočníka Mario Mandžukiće si míč předkopl k hranici vápna a pravačkou jej umístil k tyči. S Bayernem vyhrál v prosinci 2013 i Mistrovství světa klubů v Maroku, kde Bayern porazil ve finále domácí tým Raja Casablanca 2:0, a v březnu 2014 s předstihem (7 kol před koncem) další bundesligový titul.

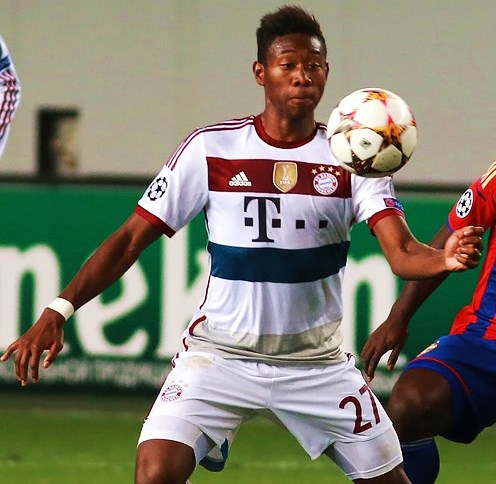
Alaba v zápase Ligy mistrů proti CSKA Moskva (říjen 2014)

Dne 18. prosince 2014 byl Alaba jmenován již počtvrté rakouským fotbalistou roku. V lednu 2015 se Alaba dostal druhý rok do Nejlepší jedenáctky roku 2014 podle stránky UEFA.com (354 067 hlasů). Dne 31. března 2015 nedohrál reprezentační přátelský zápas s Bosnou a Hercegovinou, kvůli poranění levého kolene. Alaba tak zmeškal zbytek sezóny kvůli zranění.
Svůj debut v sezóně 2015/16 provedl v německém Superpoháru 1. srpna, ve kterém Bayern prohrál po penaltovém rozstřelu proti Wolfsburgu. O tři týdny později proti odehrál zápas proti Hoffenheimu, kde jeho špatná přihrávka vyústila v branku Kevina Vollanda v deváté vteřině zápasu, což byla nejrychleji vstřelená branka Bundesligy všech dob. Dne 17. prosince 2015 získal Alaba, již pátým rokem v řadě, ocenění rakouský fotbalista roku. 8. ledna 2016 se Alaba opět dostal do Týmu roku 2015 podle UEFA.com . 27. února zvítězil ve 100. zápase německé ligové soutěže, když jeho Bayern vyhrál 2:0 nad Wolfsburgem. Stal se nejmladším hráčem v Německu se stovkou ligových vítězství. 18. března 2016 Alaba prodloužil svou smlouvu až do roku 2021.
Dne 21. prosince 2016 byl Alaba znovu jmenován rakouským fotbalistou roku.
Dne 10. února 2018 zasáhl Alaba již do svého 200. zápasu v Bundeslize při vítězství 2:1 nad Schalke.
23. srpna startoval ve finále Ligy mistrů proti Paris Saint-Germain, které Bayern vyhrál 1:0, čímž zkompletoval mistrovský treble. Stal se tak prvním Rakušanem, který dokázal tuto trofej získat už podruhé (další dva rakouští fotbalisté, kteří vyhráli Ligu mistrů, nebo PMEZ, byl Franz Hasil v roce 1970 s Feyenoordem a Marko Arnautović v sezóně 2009/10 s Interem Milán)
Ve skupinovém zápase Ligy mistrů 1. prosince 2020 zaznamenal Alaba svůj 400. zápas za Bayern Mnichov. V remízovém zápase s Atlétikem Madrid (1:1) poprvé nosil pásku kapitána. Po sezóně 2020/21 se stal společně s Thomasem Müllerem rekordmanem v počtu mistrovských titulů v Bundeslize – oba dva jich měli po deseti. Za Bayern odehrál 431 soutěžních zápasů a z toho 281 zápasů v lize, v obou případech je to největší porce hráče pocházejícího z ciziny. Alaba ovšem následně odešel jako volný hráč do Realu Madrid.

### Real Madrid
Dne 28. května 2021 byla oznámena jeho dohoda s Realem Madrid, ve španělském klubu podepsal smlouvu na pět let. V Madridu navázal na svoji předešlou spolupráci s italským trenérem Carlem Ancelottim, který byl před sezónou 2021/22 jmenován trenérem Realu a několik let před tím vedl Alabu v Mnichově. Odchod stoperské dvojice Sergio Ramos—Raphaël Varane uvolnil Alabovi cestu do základní sestavy. Po Ramosovi zdědil dres s číslem 4. Úvodní ligové kolo hrané 14. srpna přineslo výhru 4:1 nad Alavés. Debutující Alaba zahájil madridskou štaci na levém kraji obrany a pomohl vyhrát přesným centrem na čtvrtý gól brazilského křídla Viníciuse.

## Reprezentační kariéra

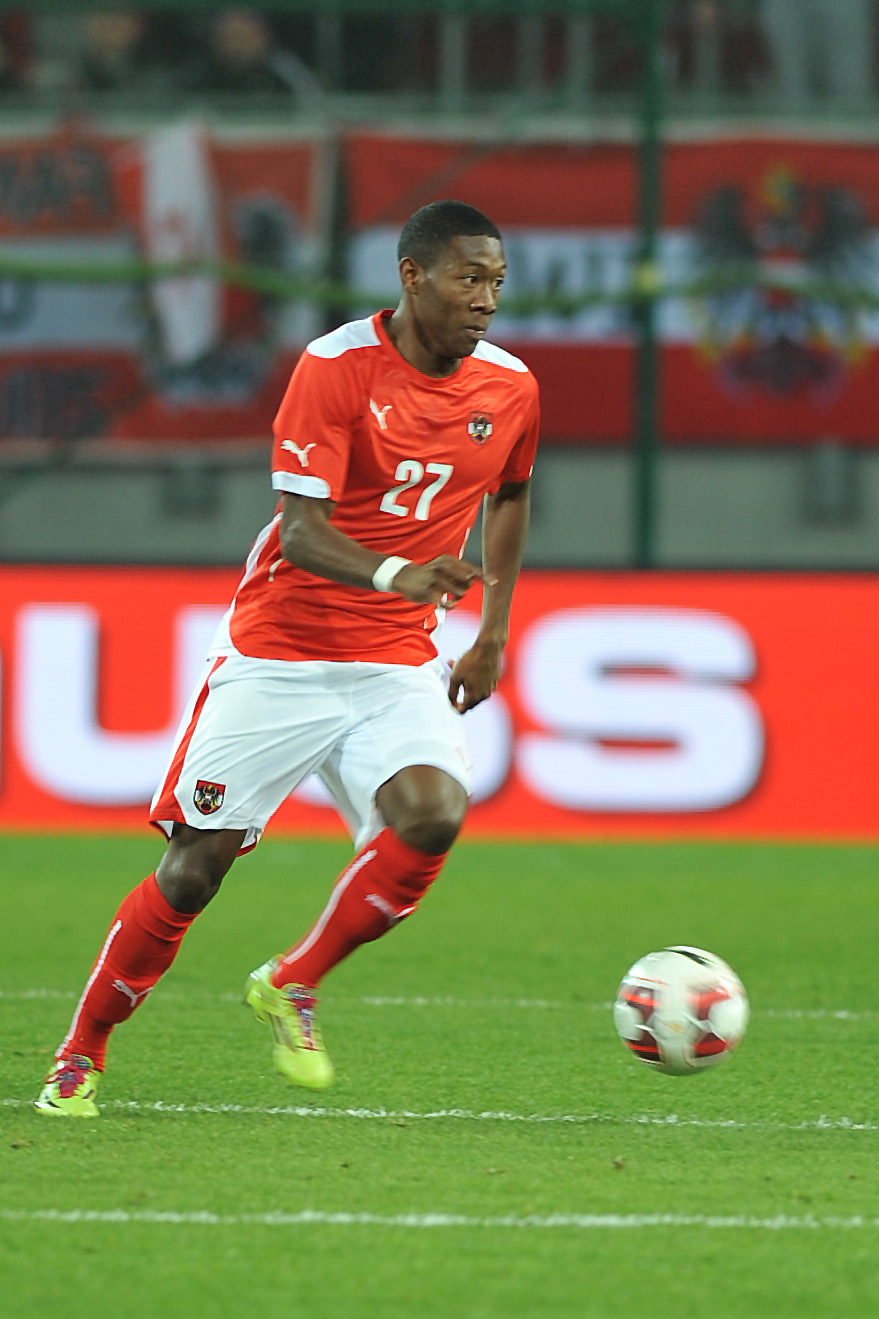
Alaba za národní tým Rakouska (2014)

### Mládežnické reprezentace
Alaba působil v některých mládežnických reprezentacích Rakouska (U17, U19, U21). Byl členem rakouského týmu do 19 let, který participoval na Mistrovství Evropy hráčů do 19 let v roce 2010 ve Francii, kde obsadil nepostupové třetí místo v základní skupině A. Alaba se na turnaji jednou střelecky prosadil, v zápase proti Anglii (porážka 2:3).

### A-mužstvo
V A-mužstvu Rakouska debutoval 14. října 2009 ve svých 17 letech pod trenérem Dietmarem Constantinim v kvalifikačním utkání proti domácí Francii. Nastoupil na hřiště v 80. minutě za stavu 3:1 pro Francii, tímto výsledkem utkání skončilo. Stal se tak nejmladším hráčem rakouského národního A-týmu v historii.
7. června 2013 vstřelil gól z pokutového kopu v kvalifikačním utkání na MS 2014 proti Švédsku, Rakousko zvítězilo 2:1. Byl to už jeho čtvrtý gól v tomto kvalifikačním cyklu. Pátý gól vsítil 10. září 2013 v domácím kvalifikačním utkání proti Irsku, byla to vítězná branka, Rakousko zvítězilo 1:0 a uchovalo si naději na postup na Mistrovství světa 2014 v Brazílii. Na ten nakonec nepostoupilo (skončilo se 17 získanými body třetí ve skupině za prvním Německem a druhým Švédskem), Alaba nastřílel v kvalifikační skupině C celkem 6 gólů.
V roce 2021 vedl rakouský výběr na Euru 2020 jakožto kapitán. V úvodním zápase se Severní Makedonií 13. června 2021 byl zvolen mužem zápasu, poté co si připsal jednu asistenci na druhý gól svého týmu při výhře 3:1. Podle tisku patřil k nejlepším hráčům na hřišti a podle svých slov prožil jeden z nejlepších zápasů v národním týmu, který po neúspěších v letech 2008 a 2016 vůbec poprvé vyhrál střetnutí na závěrečném evropském turnaji Rakousko poprvé zamířilo do vyřazovacích bojů, přes osmifinále se však Alaba se spoluhráči nedostal po prohře s Itálií 1:2 v prodloužení. Itálie později turnaj vyhrála.

## Statistiky

### Klubové
K zápasu odehranému 23. srpna 2020
| Klub                        | Sezóna  | Liga       | Liga   | Liga | Pohár  | Pohár | Evropské poháry | Evropské poháry | Ostatní | Ostatní | Celkem | Celkem | Ref.          |
| Klub                        | Sezóna  | Liga       | Zápasy | Góly | Zápasy | Góly  | Zápasy          | Góly            | Zápasy  | Góly    | Zápasy | Góly   | Ref.          |
| --------------------------- | ------- | ---------- | ------ | ---- | ------ | ----- | --------------- | --------------- | ------- | ------- | ------ | ------ | ------------- |
| Bayern Mnichov II           | 2009/10 | 3. Liga    | 23     | 1    | —      | —     | —               | —               | —       | —       | 23     | 1      | [ 53 ]        |
| Bayern Mnichov II           | 2010/11 | 3. Liga    | 10     | 0    | —      | —     | —               | —               | —       | —       | 10     | 0      | [ 54 ]        |
| Bayern Mnichov II           | Celkem  | Celkem     | 33     | 1    | —      | —     | —               | —               | —       | —       | 33     | 1      | —             |
| 1899 Hoffenheim (hostování) | 2010/11 | Bundesliga | 17     | 2    | 1      | 0     | —               | —               | —       | —       | 18     | 2      | [ 54 ]        |
| Bayern Mnichov              | 2009/10 | Bundesliga | 3      | 0    | 1      | 0     | 2               | 0               | —       | —       | 6      | 0      | [ 53 ]        |
| Bayern Mnichov              | 2010/11 | Bundesliga | 2      | 0    | 1      | 0     | 0               | 0               | 0       | 0       | 3      | 0      | [ 54 ]        |
| Bayern Mnichov              | 2011/12 | Bundesliga | 30     | 2    | 6      | 1     | 11              | 0               | —       | —       | 47     | 3      | [ 55 ]        |
| Bayern Mnichov              | 2012/13 | Bundesliga | 23     | 3    | 4      | 0     | 11              | 2               | 0       | 0       | 38     | 5      | [ 56 ]        |
| Bayern Mnichov              | 2013/14 | Bundesliga | 28     | 2    | 5      | 0     | 12              | 2               | 4       | 0       | 49     | 4      | [ 57 ] [ 58 ] |
| Bayern Mnichov              | 2014/15 | Bundesliga | 19     | 2    | 3      | 3     | 6               | 0               | 1       | 0       | 29     | 5      | [ 58 ] [ 59 ] |
| Bayern Mnichov              | 2015/16 | Bundesliga | 30     | 1    | 5      | 0     | 10              | 1               | 1       | 0       | 46     | 2      | [ 58 ] [ 60 ] |
| Bayern Mnichov              | 2016/17 | Bundesliga | 32     | 4    | 5      | 1     | 9               | 0               | 1       | 0       | 47     | 5      | [ 61 ] [ 62 ] |
| Bayern Mnichov              | 2017/18 | Bundesliga | 23     | 2    | 6      | 0     | 7               | 0               | 0       | 0       | 36     | 2      | [ 63 ]        |
| Bayern Mnichov              | 2018/19 | Bundesliga | 31     | 3    | 4      | 0     | 7               | 0               | 1       | 0       | 43     | 3      | [ 64 ]        |
| Bayern Mnichov              | 2019/20 | Bundesliga | 28     | 1    | 5      | 1     | 8               | 0               | 1       | 0       | 42     | 2      | [ 65 ] [ 66 ] |
| Bayern Mnichov              | Celkem  | Celkem     | 249    | 20   | 45     | 6     | 83              | 5               | 9       | 0       | 386    | 31     | —             |
| Celkem                      | Celkem  | Celkem     | 299    | 23   | 47     | 7     | 83              | 5               | 9       | 0       | 437    | 34     | —             |

K zápasu odehranému 19. listopadu 2019. Skóre a výsledky Rakouska jsou vždy zapisovány jako první
| Gól | Datum              | Místo                                     | Soupeř            | Skóre | Výsledek | Soutěž                                |
| --- | ------------------ | ----------------------------------------- | ----------------- | ----- | -------- | ------------------------------------- |
| 1.  | 16. října 2012     | Ernst-Happel-Stadion, Vídeň, Rakousko     | Kazachstán        | 3:0   | 4:0      | Kvalifikace na Mistrovství světa 2014 |
| 2.  | 22. března 2013    | Ernst-Happel-Stadion, Vídeň, Rakousko     | Faerské ostrovy   | 5:0   | 6:0      | Kvalifikace na Mistrovství světa 2014 |
| 3.  | 26. března 2013    | Aviva Stadium, Dublin, Irsko              | Irsko             | 2:2   | 2:2      | Kvalifikace na Mistrovství světa 2014 |
| 4.  | 7. června 2013     | Ernst-Happel-Stadion, Vídeň, Rakousko     | Švédsko           | 1:0   | 2:1      | Kvalifikace na Mistrovství světa 2014 |
| 5.  | 10. září 2013      | Ernst-Happel-Stadion, Vídeň, Rakousko     | Irsko             | 1:0   | 1:0      | Kvalifikace na Mistrovství světa 2014 |
| 6.  | 15. října 2013     | Tórsvøllur, Tórshavn, Faerské ostrovy     | Faerské ostrovy   | 3:0   | 3:0      | Kvalifikace na Mistrovství světa 2014 |
| 7.  | 8. září 2014       | Ernst-Happel-Stadion, Vídeň, Rakousko     | Švédsko           | 1:0   | 1:1      | Kvalifikace na Euro 2016              |
| 8.  | 9. října 2014      | Zimbru Stadium, Kišiněv, Moldavsko        | Moldavsko         | 1:0   | 2:1      | Kvalifikace na Euro 2016              |
| 9.  | 27. března 2015    | Rheinpark Stadion, Vaduz, Lichtenštejnsko | Lichtenštejnsko   | 3:0   | 5:0      | Kvalifikace na Euro 2016              |
| 10. | 8. září 2015       | Friends Arena, Solna, Švédsko             | Švédsko           | 1:0   | 4:1      | Kvalifikace na Euro 2016              |
| 11. | 17. listopadu 2015 | Ernst-Happel-Stadion, Vídeň, Rakousko     | Švýcarsko         | 1:1   | 1:2      | Přátelský zápas                       |
| 12. | 23. března 2018    | Wörthersee Stadion, Klagenfurt, Rakousko  | Slovinsko         | 1:0   | 3:0      | Přátelský zápas                       |
| 13. | 6. září 2018       | Generali Arena, Vídeň, Rakousko           | Švédsko           | 2:0   | 2:0      | Přátelský zápas                       |
| 14. | 16. listopadu 2019 | Ernst-Happel-Stadion, Vídeň, Rakousko     | Severní Makedonie | 1:0   | 2:1      | Kvalifikace na Euro 2020              |

## Úspěchy

### Klubové
Bayern Mnichov
- 10× vítěz Bundesligy – 2009/10, 2012/13, 2013/14, 2014/15, 2015/16, 2016/17, 2017/18, 2018/19, 2019/20, 2020/21
- 6× vítěz Poháru DFB (DFB-Pokal) – 2009/10, 2012/13, 2013/14, 2015/16, 2018/19, 2019/20
- 5× vítěz Superpoháru DFL (DFL-Supercup) – 2012, 2016, 2017, 2018, 2020
- 2× vítěz Superpohár UEFA – 2013, 2020
- 2× vítěz Ligy mistrů UEFA – 2012/13, 2019/20
- 2× vítěz Mistrovství světa klubů FIFA – 2013, 2020

Real Madrid
- 2× vítěz Ligy mistrů UEFA – 2021/22, 2023/24
- 2× vítěz Primera División - 2021/22, 2023/24
- 1× vítěz Copa del Rey - 2022/23
- 1× vítěz Supercopa de España – 2021/22
- 1× vítěz Mistrovství světa ve fotbale klubů - 2022
- 1× vítěz Superpohár UEFA – 2022

Zdroj:

### Individuální
- Rakouský fotbalista roku (8×) – 2011, 2012, 2013,[4] 2014,[5] 2015, 2016, 2020, 2021[3][6]
- Rakouský sportovec roku (2×) – 2013, 2014
- Nejlepší levý krajní obránce podle ESPN – 2016[33]
- Tým roku podle UEFA – 2013,[68] 2014,[69] 2015[70]
- Sestava sezóny Ligy mistrů UEFA – 2019/20,[71] 2020/21[72]
- Nejlepší jedenáctka podle ESM – 2013/14[73]
- Světová jedenáctka FIFA FIFPro – 2021[74]